# Familia Simpson (sezonul 6)
Al șaselea sezon al serialului de televiziune american Familia Simpson a fost difuzat pentru prima dată pe rețeaua Fox în perioada 4 septembrie 1994 - 21 mai 1995 și cuprinde 25 de episoade. Serialul prezintă povestea unei familii⁠(d) din clasa muncitoare formată din cinci membri - Homer, Marge, Bart, Lisa și Maggie - din orașul fictiv Springfield⁠(d) și satirizează cultura americană⁠(d), societatea, televiziune și numeroasele aspecte ale condiției umane. Sezonul 6 a fost cel mai bine cotat sezon al serialului.
Principalul producător executiv al acestui sezon a fost David Mirkin⁠(d), responsabil de realizarea a 23 de episoade, iar Al Jean⁠(d) și Mike Reiss⁠(d) au produs alte două episoade împreună cu stafful serialului The Critic⁠(d). Episodul „A Star Is Burns⁠(d)” a provocat unele controverse în rândul personalului artistic, Matt Groening considerându-l o reclamă vădită pentru The Critic, serial preluat de Fox din al doilea sezon. Fox a mutat Familia Simpson înapoi în grila de duminică, acesta fiind difuzat în zilele de joi din  sezonul 2 până în sezonul 5. Al șaselea sezon a câștigat un Premiu Primetime Emmy⁠(d) (pentru episodul „Lisa's Wedding⁠(d)”) și a obținut alte trei nominalizări. De asemenea, a câștigat Premiul Annie⁠(d) la categoria „cea mai bună producție de televiziune animată”. Setul DVD a fost lansat în Statele Unite pe 16 august 2005, 28 septembrie 2005 în Australia și 17 octombrie 2005 în Regatul Unit.

## Producție
David Mirkin a fost producător executiv pentru cel de-al șaselea sezon, având aceeași funcție și în timpul sezonului precedent. Acesta a fost produs de  Gracie Films⁠(d) și 20th Century Fox Television⁠(d). După ce Fox a cerut producerea a 25 de episoade pentru acest sezon, solicitare considerată imposibilă de către scenariști, foștii producători executivi Mike Reiss și Al Jean au revenit pentru a produce două episoade - „A Star is Burns” și „'Round Springfield⁠(d)” - însă alături de stafful emisiunii The Critic în încercarea de a scăpa de stresul cauzat de personalul Familiei Simpson.
David Cohen, Jonathan Collier⁠(d), Jennifer Crittenden⁠(d), Brent Forrester⁠(d), Ken Keeler, Bob Kushell⁠(d), David Sacks⁠(d), Mike Scully, Joshua Sternin⁠(d) și Jennifer Ventimilia⁠(d) au devenit scenariști în timpul sezonului șase, iar Steven Dean Moore⁠(d) și Swinton O. Scott III⁠(d) regizori. În echipa mai erau scriitorii Greg Daniels⁠(d), Dan McGrath⁠(d), Bill Oakley⁠(d), John Swartzwelder⁠(d), Jon Vitti și Josh Weinstein⁠(d), respectiv regizorii Bob Anderson⁠(d), Wes Archer⁠(d), Susie Dietter⁠(d), Mark Kirkland⁠(d), Jeffrey Lynch, Jim Reardon și David Silverman⁠(d).
Distribuția principală a fost alcătuită din Dan Castellaneta (Homer Simpson, Abraham Simpson,  Krusty the Clown⁠(d) etc.), Julie Kavner (Marge Simpson, Patty și Selma Bouvier⁠(d)), Nancy Cartwright (Bart Simpson, Ralph Wiggum, Nelson Muntz etc.), Yeardley Smith (Lisa Simpson), Hank Azaria (Moe Szyslak⁠(d), Apu, Clancy Wiggum⁠(d) etc.) și Harry Shearer (Ned Flanders, Montgomery Burns, Seymour Skinner etc.). Alți membri ai distribuției au fost Doris Grau⁠(d) (bucătăreasa Doris⁠(d)), Pamela Hayden (Milhouse Van Houten etc.), Tress MacNeille (Agnes Skinner⁠(d) etc.), Maggie Roswell (Maude Flanders⁠(d) etc.), Russi Taylor (Martin Prince⁠(d) etc.) și Marcia Wallace (Edna Krabappel⁠(d)). Printre invitații din acest sezon se numără Anne Bancroft, Mel Brooks, Kelsey Grammer, Phil Hartman, Larry King, Susan Sarandon, Patrick Stewart, Meryl Streep și Winona Ryder.
Primele două episoade ale sezonului, „Bart of Darkness⁠(d)” și „Lisa's Rival”, urmau să fie realizate în timpul sezonului precedent, dar producția a fost amânată din cauza cutremurului din Northridge din 1994⁠(d). „A Star Is Burns” a stârnit o oarecare controversă în rândul personalului; creatorul serialului Matt Groening și-a eliminat numele din lista autorilor episodului, deoarece l-a considerat a fi o reclamă flagrantă pentru serialul The Critic, preluat de Fox de la televiziunea ABC din al doilea sezon. Ultimul episod al sezonului - „Who Shot Mr. Burns?⁠(d)” - a fost difuzat în două părți (cea de-a doua parte fiind primul episod al următorului sezon) și a fost creat de Groening în încercarea de a atrage atenția publicului⁠(d).
În timpul producției sezonului, Groening și Brooks au lansat un serial spin-off  intitulat Krusty cu Krusty the Clown (Dan Castellaneta) în rolul protagonistului. Groening și Michael Weithorn⁠(d) au scris un episod pilot în care Krusty se mută în Los Angeles și ajunge gazda unui talk show. În cele din urmă, negocierile au eșuat, iar Groening a decis să renunțe la proiect.

## Distribuție

### Personaje principale
- Dan Castellaneta - Homer Simpson, Abraham Simpson, Krusty the Clown⁠(d), Groundskeeper Willie⁠(d), Barney Gumble⁠(d) și alte personaje
- Julie Kavner⁠(d) - Marge Simpson, Patty Bouvier⁠(d), Selma Bouvier⁠(d) și alte personaje
- Nancy Cartwright - Bart Simpson, Nelson Muntz⁠(d), Ralph Wiggum⁠(d) și alte personaje
- Yeardley Smith⁠(d) - Lisa Simpson
- Harry Shearer⁠(d) - Montgomery Burns, Waylon Smithers⁠(d), Ned Flanders⁠(d), Seymour Skinner⁠(d), Lenny Leonard⁠(d), Kent Brockman⁠(d), Timothy Lovejoy⁠(d) și alte personaje
- Hank Azaria - Moe Szyslak⁠(d), Clancy Wiggum⁠(d), profesorul Frink⁠(d), Jeff Albertson⁠(d), Apu⁠(d), Bumblebee Man⁠(d) și alte personaje

### Personaje secundare
- Pamela Hayden⁠(d) - Milhouse van Houten⁠(d), Jimbo Jones⁠(d)
- Maggie Roswell⁠(d) - Maude Flanders⁠(d), Helen Lovejoy⁠(d) și domnișoara Hoover⁠(d)
- Russi Taylor - Martin Prince⁠(d) și Sherri și Terri⁠(d)
- Tress MacNeille⁠(d) - Agnes Skinner⁠(d)
- Marcia Wallace⁠(d) - Edna Krabappel⁠(d)
- Frank Welker⁠(d) - Santa's Little Helper⁠(d), diverse animale

### Invitați
- Phil Hartman⁠(d) - Troy McClure, Lionel Hutz, Evan Conover și Judah Ben-Hur (diverse episoade)
- Winona Ryder - Allison Taylor („Lisa's Rival”)
- Kelsey Grammer - Sideshow Bob⁠(d) („Sideshow Bob Roberts⁠(d)”)
- Larry King - Larry King („Sideshow Bob Roberts”)
- Dr. Demento⁠(d) - Dr. Demento (”Sideshow Bob Roberts”)
- Henry Corden⁠(d) - Fred Flintstone („Sideshow Bob Roberts”)
- James Earl Jones - Maggie într-un univers paralel („Treehouse of Horror V”)
- Meryl Streep - Jessica Lovejoy („Bart's Girlfriend⁠(d)”)
- Dennis Franz⁠(d) - Homer Simpson („Homer Badman⁠(d)”)
- Anne Bancroft - Dr. Zweig (Fear of Flying⁠(d))
- Distribuția Cheers - Ted Danson (Sam Malone), Woody Harrelson  (Woody Boyd), Rhea Perlman⁠(d) (Carla Tortelli), John Ratzenberger⁠(d) (Cliff Clavin) și George Wendt (Norm Peterson) („Fear of Flying”)
- Patrick Stewart -  Nr. 1 („Homer the Great”)
- Dick Cavett - Dcik Cavett („Homie the Clown⁠(d)”)
- Johnny Unitas - Johnny Unitas („Homie the Clown”)
- Joe Mantegna - Fat Tony⁠(d) („Homie the Clown”)
- Mel Brooks - Mel Brooks („Homer vs. Patty and Selma⁠(d)”)
- Susan Sarandon - profesoara de balet („Homer vs. Patty și Selma”)
- Jon Lovitz - Jay Sherman („A Star Is Burns”)
- Maurice LaMarche - George C. Scott, William Shatner, Jay Sherman și  Eudora Welty („A Star Is Burns„)
- Mandy Patinkin - Hugh Parkfield („Lisa's Wedding”)
- Ron Taylor⁠(d) - Bleeding Gums Murphy⁠(d) („'Round Springfield⁠(d)”)
- Steve Allen - Steve Allen („'Round Springfield”)
- Tito Puente - Tito Puente („Who Shot Mr. Burns?”)

## Recepție
Sezonul a fost apreciat de critici și rămâne popular în rândul fanilor serialului. Conform recenziilor pentru episodul „Bart of Darkness” din 1994, emisiunea este „la fel de solidă și amuzantă ca până acum”, iar scenariul a rămas „proaspăt, amuzant și divers”. Pe Rotten Tomatoes, al șaselea sezon are un rating de aprobare de 100% în baza a 7 recenzii critice. O evaluare IGN din 2010 a serialului a descris sezonul ca fiind „hilar”, episoadele „Treehouse of Horror V⁠(d)”, „Itchy & Scratchy Land⁠(d) și „Bart vs. Australia⁠(d) primind critici pozitive. Lista Entertainment Weekly a celor mai bune 25 de episoade ale serialului cuprindea patru episoade din acest sezon: „Itchy & Scratchy Land”, „Treehouse of Horror V”, „Homer Badman⁠(d)” și „Who Shot Mr. Burns?”.
Fox a mutat Familia Simpson înapoi la ora 20:00 în zilele de duminică, ultimele patru sezoane fiind difuzate în zilele de joi. Acesta a fost „cel mai popular serial” al rețelei și a fost mutat odată cu achiziționarea drepturilor de difuzare a meciurilor de fotbal⁠(d) din cadrul National Football League, compania Fox sperând că decizia le va crește audiența. Grila lor de duminică intra în competiție cu serialul Lois & Clark: The New Adventures of Superman (ABC), seaQuest DSV⁠(d) (NBC) și Verdic crimă (CBS). „Bart of Darkness” a ocupat locul 44 în clasamentele din săptămâna 29 august - 4 septembrie 1994 cu un rating Nielsen de 8,9 și o cotă de audiență de 17%. Episodul a fost al treilea cel mai bine cotat de pe rețeaua Fox în acea săptămână. Ratingul a fost slab în comparație cu primul și ultimul episod al sezonului precedent - „Homer's Barbershop Quartet⁠(d)” (12.7) și „Secrets of a Successful Marriage⁠(d)” (9.8). Ultimul episod al sezonului - „Who Shot Mr. Burns?” - a terminat pe locul 51 cu un rating de 8,7, al cincilea cel mai bine cotat în acea săptămână pentru Fox.
Al șaselea sezon a câștigat un Premiu Primetime Emmy și a primit alte trei nominalizări. „Lisa's Wedding⁠(d)” a câștigat premiul Emmy la categoria „cel mai bun serial animat⁠(d)”. Alf Clausen⁠(d) a fost nominalizat la categoria „cea mai bună compoziție muzicală pentru un serial” pentru episodul „Treehouse of Horror V”, iar Clausen și John Swartzwelder au fost nominalizați la categoria „cea mai bună coloană sonoră” pentru melodia „We Do” din episodul „Homer the Great⁠(d)”. De asemenea, „Bart vs. Australia” a fost nominalizat la categoria „cel mai bun sunet într-un serial de comedie sau episod special”. Producătorii au nominalizat serialul la categoria „cel mai bun serial de comedie” în ultimele două sezoane, însă au eșuat. Serialul a câștigat Premiul Annie la categoria „cel mai bun serial de televiziune animat” în 1995 pentru sezonul șase, iar Carwright a câștigat un Annie la categoria „actor de voce în domeniul animației”.

## Episoade
| Nr. | Episodul | Titlu                             | Regizor              | Scenarist                                                                           | Data difuzării     | Cod de producție | Audiență SUA (milioane) |  |
| --- | -------- | --------------------------------- | -------------------- | ----------------------------------------------------------------------------------- | ------------------ | ---------------- | ----------------------- |  |
| 104 | 1        | „Bart of Darkness"                | Jim Reardon          | Dan McGrath                                                                         | 4 septembrie 1994  | 1F22             | 15.1                    |  |
|     |          |                                   |                      |                                                                                     |                    |                  |                         |  |
| 105 | 2        | „Lisa's Rival"                    | Mark Kirkland        | Mike Scully                                                                         | 11 septembrie 1994 | 1F17             | 16.7                    |  |
|     |          |                                   |                      |                                                                                     |                    |                  |                         |  |
| 106 | 3        | „Another Simpsons Clip Show"      | David Silverman      | Jon Vitti                                                                           | 25 septembrie 1994 | 2F33             | 13.5                    |  |
|     |          |                                   |                      |                                                                                     |                    |                  |                         |  |
| 107 | 4        | „Itchy & Scratchy Land"           | Wes Archer           | John Swartzwelder                                                                   | 2 octombrie 1994   | 2F01             | 14.8                    |  |
|     |          |                                   |                      |                                                                                     |                    |                  |                         |  |
| 108 | 5        | „Sideshow Bob Roberts"            | Mark Kirkland        | Bill Oakley & Josh Weinstein                                                        | 9 octombrie 1994   | 2F02             | 14.4                    |  |
|     |          |                                   |                      |                                                                                     |                    |                  |                         |  |
| 109 | 6        | „Treehouse of Horror V"           | Jim Reardon          | Bob Kushell                                                                         | 30 octombrie 1994  | 2F03             | 22.2                    |  |
| 109 | 6        | „Treehouse of Horror V"           | Jim Reardon          | Greg Daniels & Dan McGrath                                                          | 30 octombrie 1994  | 2F03             | 22.2                    |  |
| 109 | 6        | „Treehouse of Horror V"           | Jim Reardon          | David X. Cohen                                                                      | 30 octombrie 1994  | 2F03             | 22.2                    |  |
| 110 | 7        | „Bart's Girlfriend"               | Susie Dietter        | Jonathan Collier                                                                    | 6 noiembrie 1994   | 2F04             | 15.3                    |  |
|     |          |                                   |                      |                                                                                     |                    |                  |                         |  |
| 111 | 8        | „Lisa on Ice"                     | Bob Anderson         | Mike Scully                                                                         | 13 noiembrie 1994  | 2F05             | 17.9                    |  |
|     |          |                                   |                      |                                                                                     |                    |                  |                         |  |
| 112 | 9        | „Homer Badman"                    | Jeff Lynch           | Greg Daniels                                                                        | 27 noiembrie 1994  | 2F06             | 15.5                    |  |
|     |          |                                   |                      |                                                                                     |                    |                  |                         |  |
| 113 | 10       | „Grampa vs. Sexual Inadequacy"    | Wes Archer           | Bill Oakley & Josh Weinstein                                                        | 4 decembrie 1994   | 2F07             | 14.1                    |  |
|     |          |                                   |                      |                                                                                     |                    |                  |                         |  |
| 114 | 11       | „Fear of Flying⁠(d)"               | Mark Kirkland        | David Sacks                                                                         | 18 decembrie 1994  | 2F08             | 15.6                    |  |
|     |          |                                   |                      |                                                                                     |                    |                  |                         |  |
| 115 | 12       | „Homer the Great"                 | Jim Reardon          | John Swartzwelder                                                                   | 8 ianuarie 1995    | 2F09             | 20.1                    |  |
|     |          |                                   |                      |                                                                                     |                    |                  |                         |  |
| 116 | 13       | „And Maggie Makes Three"          | Swinton O. Scott III | Jennifer Crittenden                                                                 | 22 ianuarie 1995   | 2F10             | 17.3                    |  |
|     |          |                                   |                      |                                                                                     |                    |                  |                         |  |
| 117 | 14       | „Bart's Comet"                    | Bob Anderson         | John Swartzwelder                                                                   | 5 februarie 1995   | 2F11             | 18.7                    |  |
|     |          |                                   |                      |                                                                                     |                    |                  |                         |  |
| 118 | 15       | „Homie the Clown"                 | David Silverman      | John Swartzwelder                                                                   | 12 februarie 1995  | 2F12             | 17.5                    |  |
|     |          |                                   |                      |                                                                                     |                    |                  |                         |  |
| 119 | 16       | „Bart vs. Australia"              | Wes Archer           | Bill Oakley & Josh Weinstein                                                        | 19 februarie 1995  | 2F13             | 15.1                    |  |
|     |          |                                   |                      |                                                                                     |                    |                  |                         |  |
| 120 | 17       | „Homer vs. Patty and Selma"       | Mark Kirkland        | Brent Forrester                                                                     | 26 februarie 1995  | 2F14             | 18.9                    |  |
|     |          |                                   |                      |                                                                                     |                    |                  |                         |  |
| 121 | 18       | „A Star Is Burns"                 | Susie Dietter        | Ken Keeler                                                                          | 5 martie 1995      | 2F31             | 14.4                    |  |
|     |          |                                   |                      |                                                                                     |                    |                  |                         |  |
| 122 | 19       | „Lisa's Wedding"                  | Jim Reardon          | Greg Daniels                                                                        | 19 martie 1995     | 2F15             | 14.9                    |  |
|     |          |                                   |                      |                                                                                     |                    |                  |                         |  |
| 123 | 20       | „Two Dozen and One Greyhounds"    | Bob Anderson         | Mike Scully                                                                         | 9 aprilie 1995     | 2F18             | 11.6                    |  |
|     |          |                                   |                      |                                                                                     |                    |                  |                         |  |
| 124 | 21       | „The PTA Disbands"                | Swinton O. Scott III | Jennifer Crittenden                                                                 | 16 aprilie 1995    | 2F19             | 11.8                    |  |
|     |          |                                   |                      |                                                                                     |                    |                  |                         |  |
| 125 | 22       | „'Round Springfield"              | Steven Dean Moore    | Povestea de: Al Jean & Mike Reiss Scenariu de: Joshua Sternin & Jennifer Ventimilia | 30 aprilie 1995    | 2F32             | 12.6                    |  |
|     |          |                                   |                      |                                                                                     |                    |                  |                         |  |
| 126 | 23       | „The Springfield Connection"      | Mark Kirkland        | Jonathan Collier                                                                    | 7 mai 1995         | 2F21             | 12.7                    |  |
|     |          |                                   |                      |                                                                                     |                    |                  |                         |  |
| 127 | 24       | „Lemon of Troy"                   | Jim Reardon          | Brent Forrester                                                                     | 14 mai 1995        | 2F22             | 13.1                    |  |
|     |          |                                   |                      |                                                                                     |                    |                  |                         |  |
| 128 | 25       | „Who Shot Mr. Burns? - Part I⁠(d)" | Jeffrey Lynch        | Bill Oakley & Josh Weinstein                                                        | 21 mai 1995        | 2F16             | 15.0                    |  |
|     |          |                                   |                      |                                                                                     |                    |                  |                         |  |